# Jogo das amazonas
O Jogo Amazonas (em Espanhol, El Juego de las Amazonas) é um jogo de tabuleiro para dois jogadores, inventado em 1988 pelo argentino Walter Zamkauskas. É da família dos jogos territoriais, com remota relação com o Go. El Juego de las Amazonas (Jogo Amazonas) é uma marca registrada de Ediciones de Mente.
Amazonas é jogado num tabuleiro internacional do jogo de damas (10x10 casas). Embora o jogo use peças com o mesmo movimento que a dama do xadrez, ele não é, de maneira alguma uma variante do xadrez.
Um dos jogadores joga com as peças brancas e o outro com as pretas; cada um tem quatro amazonas, que começam no tabuleiro na configuração mostrada. Um suprimento de marcadores (peças de damas, fichas de poquer, etc.) também é necessário.

## Regras
As brancas começam, e os jogadores alternam as jogadas daí por diante. Cada jogada consiste de duas partes: mover uma das amazonas de sua cor uma ou mais casas vazias numa linha reta (ortogonal ou diagonal), exatamente como a rainha se move no xadrez; não é permitido cruzar ou adentrar uma casa ocupada por uma amazona de qualquer cor ou por uma seta. Após mover-se, a amazona atira uma seta a partir de sua casa de chegada a uma outra casa, usando outro movimento de rainha. Esta seta pode mover-se em qualquer direção ortogonal ou diagonal (mesmo para trás, ao longo do mesmo caminho que a amazona percorreu, para ou através da casa de saída da amazona se assim desejado). Uma seta, como uma amazona, não pode cruzar ou adentrar uma casa ocupada por uma seta ou amazona de qualquer cor. A casa em que a seta aterriza é marcada para mostrar que não mais poderá ser utilizada. O último jogador a ser capaz de realizar uma jogada vence. O empate não é um resultado possível.

## Território e Pontuação
A estratégia do jogo é baseada no uso das setas (assim como suas quatro amazonas) para
bloquear o movimento das amazonas do adversário e gradualmente diminuir seu território, tentando aprisioná-las em regiões menores e conquistar áreas maiores para si. Cada jogada reduz a área de jogo disponível, e eventualmente cada amazona se encontra num território isolado das demais amazonas. A amazona pode então mover-se apenas dentro de sua área, atirando setas, até que não tenha mais qualquer espaço para mover-se. Como seria tedioso jogar todas essas jogadas, na prática o jogo usualmente termina quando todas as amazonas estão em territórios separados. O jogador com o maior território será o vencedor, uma vez que seu adversário teria que preencher seu próprio território mais rapidamente.
Esta pontuação é, às vezes, usada como critério de desempate em torneios de Amazonas. Quando contabilizando a pontuação, é importante notar que embora o número de jogadas remanescentes para um jogador é usualmente igual ao número de casas vazias nos territórios ocupados pelas amazonas daquele jogador, é possível haver territórios inefetivos nos quais há menos jogadas possíveis do que casas vazias. O mais simples de tais territórios são três casas de mesma cor, não ao longo duma diagonal, com a amazona no centro (e.g., a1+b2+c1 com a amazona em b2).

## História
O Jogo Amazonas foi publicado pela primeira vez em espanhol, na revista de problemas argentina El Acertijo (número 4, Dezembro 1992). Um tradução aprovada na língua inglesa foi escrita por Michael Keller e um artigo apareceu na revista de xadrez NOST-Algia. Outras publicações de jogos também publicaram as regras, e o jogo reuniu um pequeno mas devotado grupo de seguidores. A Internet espalhou o jogo mais eficientemente, e ele é hoje considerado por muitos aficionados como um dos melhores e mais profundos jogos abstratos.
Michael Keller escreveu o primeiro programa de computador capaz de jogar Amazonas em 1994 (em Fortran com uma interface textual; uma nova versão foi escrita em Visual Basic; veja Referências). Um razoável número de fortes programas foi escrito nos últimos anos por diversos autores (veja Para Jogar Online abaixo).
Uma versão autorizada do jogo apareceu na coleção Transpose da Kadon Enterprises.

## Para Jogar Online
Há alguns servidores na Internet onde jogos de Amazonas são organizados. Entre eles estão:
- Little Golem, que suporta torneios ranqueados, desafios individuais não-ranqueados e um campeonato de Amazonas. O servidor é 'baseado em turnos' (semelhante ao jogo por correspondência). O controle de tempo é de 10 dias + 24 horas por jogada. Há um forum para Amazonas.
- BrainKing - jogue Amazonas no modo 'baseado em turnos'. O servidor apresenta diferentes controles de tempo, torneios, listas de rating e um forum sobre Amazonas.
- Amazonas pode se jogado por email, usando o Servidor de Jogos por eMail do Richard Rognlie.
- igGameCenter - jogo de Amazonas online em tempo real, suporte para o iGoogle e Facebook.
- GGS (Generic Game Server, servidor genérico de jogos), que suporta jogos em tempo real para jogadores humanos e programas de computador.
- Amazong - applet java que joga Amazonas, duas vezes vencedor na Olimpíada de Computadores.
- Invader - Invader é o programa de Amazonas do CSUN. O Invader terminou em segundo lugar na 10ª Olimpíada de Computadores em 2005. O Invader está disponível para download para plataformas Microsoft Windows. O Invader agora também está disponível para jogo online em tempo real usando o GGS.
- Super Duper Games, que suporta torneios ranqueados, desafios individuais não-ranqueados e um campeonato de Amazonas. O servidor é 'baseado em turnos' (semelhante ao jogo por correspondência).